# Castianeira bicolor
Castianeira bicolor là một loài nhện trong họ Corinnidae.
Loài này thuộc chi Castianeira. Castianeira bicolor được Eugène Simon miêu tả năm 1890.